# شيرين نجيم
شيرين نجيم هي متزلجة ثلوج وعدائة ماراثون لبنانية ولدت في يوم 4 تشرين الأول 1984 في مدينة بيروت عاصمة لبنان، مثلت لبنان مع جاكي شمعون في الألعاب الأولمبية الشتوية في دورات 2002 في سالت ليك و 2006 في تورينو ودورة الألعاب الأولمبية الشتوية 2010 في فانكوفر، بعد ذلك قررت تجريب حظها في الماراثون وتمكنت من تحقيق رقم وطني للبنان أهلها للمشاركة في دورة الألعاب الأولمبية الصيفية 2016 في ريو دي جانيرو، أشتهرت شيرين أيضاً بعد انتشار صور عارية لها في الثلج مع صديقتها جاكي شمعون أدى لمطالبة العديد من اللبنانيين من اللجنة الأولمبية اللبنانية بإستبعادها من المشاركة في الأولمبياد.

## روابط خارجية
- شيرين نجيم على موقع الاتحاد الدولي لألعاب القوى (الإنجليزية)
- شيرين نجيم على موقع الاتحاد الدولي للتزلج (التزلج على المنحدرات الثلجية) (الإنجليزية)
- شيرين نجيم على موقع اللجنة الأولمبية الدولية (الإنجليزية)
- شيرين نجيم على موقع أوليمبيديا (الإنجليزية)